# Johann Eigenstiller
Johann „Hans” Eigenstiller (ur. 17 czerwca 1943, zm. 28 marca 2025) – austriacki piłkarz grający na pozycji obrońcy. W swojej karierze rozegrał 37 meczów w reprezentacji Austrii.

## Kariera klubowa
Swoją karierę piłkarską Eigenstiller rozpoczynał w klubach Vorwärts Steyr i Stickstoff Linz. Następnie został zawodnikiem klubu Wacker Innsbruck. W 1965 roku awansował do pierwszej drużyny i w sezonie 1965/1966 zadebiutował w nim w austriackiej ekstraklasie. W sezonie 1967/1968 wywalczył z Wackerem wicemistrzostwo Austrii.
Na początku 1969 roku Eigenstiller przeszedł do Rapidu Wiedeń. W Rapidzie swój debiut zaliczył 2 marca 1969 roku w wygranym 2:0 domowym meczu z Austrią Salzburg. W sezonie 1968/1969 zdobył z Rapidem Puchar Austrii.
W 1970 roku Eigenstiller wrócił do Wackeru Innsbruck. W sezonach 1970/1971 i 1971/1972 wywalczył z nim mistrzostwo Austrii. Z kolei w sezonie 1972/1973 sięgnął z nim po dublet – mistrzostwo oraz Puchar Austrii. W sezonie 1973/1974 został wicemistrzem kraju, w sezonie 1974/1975 – mistrzem, w sezonie 1975/1976 – wicemistrzem, a w sezonie 1976/1977 – ponownie mistrzem. W 1977 roku zakończył karierę.
| Sezon   | Klub             | Kraj    | Rozgrywki  | Mecze | Bramki |
| ------- | ---------------- | ------- | ---------- | ----- | ------ |
| 1965/66 | Wacker Innsbruck | Austria | Bundesliga | 25    | 0      |
| 1966/67 | Wacker Innsbruck | Austria | Bundesliga | 26    | 0      |
| 1967/68 | Wacker Innsbruck | Austria | Bundesliga | 26    | 0      |
| 1968/69 | Wacker Innsbruck | Austria | Bundesliga | 8     | 0      |
| 1968/69 | Rapid Wiedeń     | Austria | Bundesliga | 14    | 0      |
| 1969/70 | Rapid Wiedeń     | Austria | Bundesliga | 10    | 1      |
| 1970/71 | Wacker Innsbruck | Austria | Bundesliga | 15    | 0      |
| 1971/72 | Wacker Innsbruck | Austria | Bundesliga | 28    | 1      |
| 1972/73 | SSW Innsbruck    | Austria | Bundesliga | 28    | 0      |
| 1973/74 | SSW Innsbruck    | Austria | Bundesliga | 30    | 0      |
| 1974/75 | SSW Innsbruck    | Austria | Bundesliga | 33    | 0      |
| 1975/76 | SSW Innsbruck    | Austria | Bundesliga | 32    | 0      |
| 1976/77 | SSW Innsbruck    | Austria | Bundesliga | 21    | 0      |

## Kariera reprezentacyjna
W reprezentacji Austrii Eigenstiller zadebiutował 6 września 1967 roku w przegranym 1:3 towarzyskim meczu z Węgrami, rozegranym w Wiedniu. W swojej karierze grał w eliminacjach do Euro 68, do MŚ 1970, do Euro 72, do MŚ 1974 i do Euro 76. Od 1967 do 1975 roku rozegrał w reprezentacji 37 meczów.